# Pili Groyne
Pour les articles homonymes, voir Groyne.
Pili Groyne est une actrice belge, née le 1er octobre 2003.

## Biographie
En 2014, elle interprète son premier rôle au cinéma dans Deux jours, une nuit de Jean-Pierre et Luc Dardenne. Elle apparaît ensuite dans le film Alleluia de Fabrice Du Welz.
En 2015, elle décroche l'un des rôles principaux du film Le Tout Nouveau Testament de Jaco Van Dormael ; elle y joue la fille de Dieu (interprété par Benoît Poelvoorde), qui souhaite se venger de son père.
Pili Groyne a ensuite des rôles dans Normandie nue en 2018 et dans Ibiza en 2019.
En 2022, elle interprète Camille, une adolescente enceinte, personnage principal du film Petites de Julie Lerat-Gersant.

## Filmographie
Sauf indication contraire, les informations mentionnées dans cette section peuvent être confirmées par les bases de données cinématographiques IMDb et Allociné,  présentes dans la section « Liens externes ».
- 2014 : Deux jours, une nuit de Jean-Pierre et Luc Dardenne : Estelle, la fille de Sandra et Manu
- 2014 : Alleluia de Fabrice Du Welz : la fille de Solange
- 2015 : Le Tout Nouveau Testament de Jaco Van Dormael : Ea, la fille de Dieu
- 2016-2019 : Ennemi public (série télévisée), 4 épisodes : Amelia Charlier
- 2017 : Transferts (série télévisée) : Liza / Woyzeck
- 2017 : Champion (série télévisée)
- 2018 : Normandie nue de Philippe Le Guay : Chloé Levasseur
- 2019 : Ibiza d'Arnaud Lemort : Manon
- 2022 : Petites de Julie Lerat-Gersant : Camille
- 2022 : Automne (court métrage) de Felipe Casanova

## Distinctions
Sauf indication contraire, les informations mentionnées dans cette section peuvent être confirmées par la base de données cinématographiques IMDb,  présente dans la section « Liens externes ».

### Récompenses
- Festival international du film fantastique de Catalogne 2015 : meilleure actrice pour Le Tout Nouveau Testament
- Coqs d'or 2016 : prix du public de la meilleure actrice internationale pour Le Tout Nouveau Testament

### Nomination
- Magritte 2016 :  meilleur espoir féminin pour Le Tout Nouveau Testament